# Fair Isles flygplats
Fair Isles flygplats (engelska: Fair Isle Airport) är en flygplats i Storbritannien.   Den ligger i kommunen Shetlandsöarna och riksdelen Skottland, i den norra delen av landet, 900 km norr om huvudstaden London. Fair Isle Airport ligger 72 meter över havet. Den ligger på ön Fair Isle.
Terrängen runt Fair Isle Airport är platt.  Det finns inga samhällen i närheten. 